# (3388) Tsanghinchi
(3388) Tsanghinchi est un astéroïde de la ceinture principale.

## Description
(3388) Tsanghinchi est un astéroïde de la ceinture principale. Il fut découvert le 21 décembre 1981 à Nanking par l'observatoire de la Montagne Pourpre. Il présente une orbite caractérisée par un demi-grand axe de 2,36 UA, une excentricité de 0,20 et une inclinaison de 25,0° par rapport à l'écliptique.

## Compléments